# Anderson (herb szlachecki)
Anderson – polski herb szlachecki pochodzenia angielskiego lub szkockiego.

## Opis herbu
W polu błękitnym krokiew czerwona, szczytem w górę w towarzystwie trzech krzyży złotych równoramiennych. W klejnocie nad hełmem w koronie trzy strusie pióra.

## Najwcześniejsze wzmianki
Zatwierdzony indygenatem w 1673 kapitanowi Benedyktowi Andersonowi, przybyłemu z Anglii.